# Шамбли
Шамбли (фр. Chambly) — город в провинции Квебек (Канада), в регионе Монтережи. Расположен на берегу реки Ришельё.
Город привлекает туристов благодаря старинному форту. Также город известен старинной пивоварней Юнибру (фр. Unibroue), продукция которой популярна во всём Квебеке и даже за его пределами.
Название форта, района и основанного позднее на этом же месте города происходят от фамилии Жака Шамбли (фр. Jacques Chambly, 1640?-1687), офицера французской армии времён Новой Франции, которому в награду за службу подарили земли в этом районе и который стал его первым сеньором.

## История
Форт Шамбли был основан в 1665 г. по приказу короля Людовика XIV. Это был один из многих фортов, построенных цепью вплоть до озера Шамплен с целью защиты Новой Франции от атак англичан и союзных им индейцев.
Во время Семилетней войны форт, как и прочая часть Французской Канады, был занят англичанами.
Во время англо-американской войны 1812-1815 гг. форт захватили американцы, и вновь отвоевали британские войска под командованием Шарля-Мишеля де Салаберри.
Город был официально основан в 1849 году.
В 1940 году в состав канадского флота вошёл корвет, названный в честь города.